# Sekvence (liturgie)

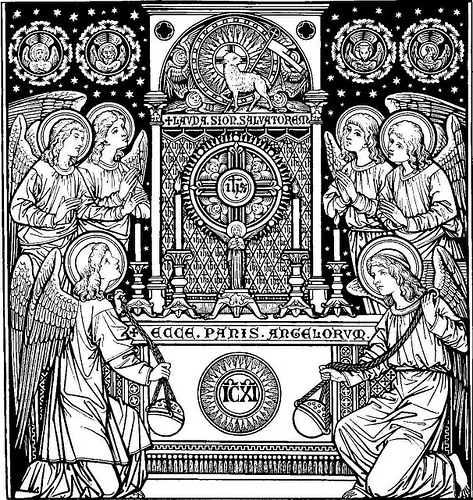
Iluminace k hymnu Sióne chval Spasitele

Sekvence (latinsky sequentia) je v křesťanské liturgii recitovaný nebo zpívaný nebiblický text, který původně podkládal dlouhé melisma na poslední slabice aleluja zpívaného při mši kvůli lepšímu zapamatování melodie. Za prvního tvůrce sekvencí se považuje blahoslavený Notker Balbulus, jenž v letech 881 až 887 vytvořil jejich sbírku nazvanou Liber hymnorum. Později se sekvence osamostatnily a koncem 12. století se staly písněmi.

## Historie
Celkem vzniklo kolem 5 000 sekvencí, někde měla svou vlastní sekvenci i každá neděle v liturgickém roce. Mimo Německo se sekvence zpívaly také ve Francii, v Anglii a v českých zemích. Po tridentském koncilu byly v roce 1570 sekvence zakázány s výjimkou těchto čtyř:
- Victimae paschali laudes (Chválu velikonoční oběti) o slavnosti Zmrtvýchvstání Páně
- Veni sancte Spiritus (Přijď, ó Duchu přesvatý) o slavnosti Seslání Ducha svatého
- Lauda Sion Salvatorem (Sióne, chval Spasitele) o slavnosti Těla a Krve Páně
- Dies irae (Den hněvu) o památce všech věrných zemřelých a při rekviem – jen do roku 1970

Roku 1727 byla navíc povolena ještě sekvence Stabat Mater dolorosa (Stála Matka bolestná) o památce Panny Marie Bolestné, od té doby často zhudebňovaná.

## Současná situace
Po druhém vatikánském koncilu zůstaly v platnosti sekvence povolené tridentským koncilem, spolu se sekvencí Stabat Mater, kromě sekvence Dies irae, která se již nadále neužívá.